# Capidava
Capidava – wieś w Rumunii, w okręgu Konstanca, w gminie Topalu. W 2011 roku liczyła 131 mieszkańców.